# Rubus griesiae
Rubus griesiae är en rosväxtart som beskrevs av Heinrich E. Weber. Rubus griesiae ingår i släktet rubusar, och familjen rosväxter. Inga underarter finns listade i Catalogue of Life.